# 尖吻棘鱗魚
尖吻棘鱗魚（学名：Sargocentron spiniferum，又稱尖吻金鱗魚、棘鳂，俗名金鱗甲、鐵甲兵、鐵線婆）是輻鰭魚綱金眼鯛目金鱗魚科棘鱗魚屬的其中一種鱼类。

## 分布
本魚分布於印度太平洋海域，东至夏威夷、西到红海及东非、北達琉球奄美岛、南到澳大利亚大堡礁以及台湾南部、西沙群岛、中沙群岛及南沙群岛等。该物种的模式产地在红海吉大港。

## 特徵
本魚頭及魚體呈紅色，越往腹部顏色越淡，除背鰭鰭棘部紅色外，其他各鰭均為黃色。尾鰭深分叉，上下葉末端鈍。前鰓蓋骨在眼後處有一紅斑塊；下方硬棘非常長；幾乎為眼徑的2倍。在胸鰭基部亦有一紅斑。體長可達50公分。
它体长可达51公分，在1-122公尺深之海域生活。

## 生態
本種為金鱗魚中體型最大者，属于珊瑚礁区中下层肉食性海鱼，其棲息環境非常多樣化，包括礁區、礁台、礁湖等，水深可達122公尺。小魚則棲息於較淺且有躲避處的地方。白天常單獨在所居暗礁外徘徊或躲在洞中，夜晚則外出覓食，以蝦、蟹及小魚為食。

## 經濟利用
為高價值的食用魚，以油炸至酥脆味道更好。